# Markus Erdmann
Markus Erdmann (* 16. Juli 1969) ist ein ehemaliger deutscher Fußballspieler. 

## Leben
In der Jugendzeit wechselte Erdmann von der FSV Sarstedt zum VfL Nordstemmen. 1994 holte ihn Zweitligist Hannover 96. Der Stürmer kam während der Runde 1994/95 in drei Spielen der 2. Fußball-Bundesliga zum Einsatz und erzielte zwei Tore: Beide als Einwechselspieler beim 7:0-Sieg über FSV Frankfurt Mitte Mai 1995.
In der Saison 1997/98 wurde Erdmann in den Farben von Arminia Hannover mit 34 Treffern Torschützenkönig der Regionalliga Nord. Für Aufsehen sorgten seine drei Tore beim 4:3-Sieg am 13. Februar 1998 gegen den Stadtrivalen und seinen früheren Verein, Hannover 96. Bis 2003 war er in jeder Saison bester Arminia-Torschütze. Im Spieljahr 2002/03 erzielte Erdmann 32 Tore und damit seinen zweithöchsten Saisonwert als Arminia-Spieler.